# Youth Alive
Youth Alive Australia é uma organização cristã multi-denominacional, sem fins lucrativos, dedicada a atingir a juventude da Austrália com a evangelho de Jesus Cristo. Tem seus escritórios-base em Nova Gales do Sul, Victoria, Queensland, Tasmânia, oeste e sul da Austrália. Eles trazem a missão de atingir a juventude australiana através de seminários em escolas, congressos regionais e até nacionais.
Youth Alive é também dedicado ao treinamento de líderes das gerações seguintes e equipa jovens grupos e líderes para alcançar mais efetivamente a juventude da sua área. Hospeda eventos evangelísticos de grande escala, que impactam os jovens com o Evangelho, levando-os à decisão por Cristo.

## Música
Com o passar dos anos muitos álbuns de adoração foram lançados pelo Youth Alive. Youth Alive de WA lançou em 2006 o All of the Above enquanto Youth Alive de Queensland neste mesmo ano gravou o CD Selfless. Youth Alive de Victoria registrou um álbum titulado Free em setembro de 2006 em Rod Laver Arena em Melbourne.
Youth Alive de NSW lançou muitos álbuns no meio dos anos 1990 através da Hillsong Music até o Hillsong United começar editando seu álbuns de adoração para jovens em 1999. Em 2001, Youth Alive NSW lançou um álbum independente titulado Elevate o qual foi feito ao vivo no Sydney Entertainment Centre.
Youth Alive SA também lançou muitos álbuns bons, mas com o crescimento da popularidade da jovem conferência PlanetShakers, então localizado no mesmo estado, muitos dos músicos do Youth Alive, incluindo Henry Seeley, Mike Guglielmucci e Sam Evans, escreveram músicas à álbuns registrados a esta conferência. 
Youth Alive Tasmania possui um CD lançado titulado Mediator gravado em  1999. Seu estilo foi levemente diferente daquele dos outros estados, caracterizando um som rico, com latão. 

## Discografia

### Youth Alive NSW
- Jump to the Jam (1994)
- Chosen One (1996)
- The Plan (1998)
- One (1999)
- Awake (2000)
- Elevate (2001)

### Youth Alive QLD
- Burn
- Hero
- Forever (EP) (2004)
- Selfless (2006)

### Youth Alive SA
- Fire it Up
- Aliens from Planet Worship
- Buzzsaw (EP)
- Shake
- Phenomena

### Youth Alive Tas
- . Mediator

### Youth Alive Vic
- Witness Protection Program (1999)
- Free (2006)

### Youth Alive WA
- Huge (1998)
- Rescue (EP) (2004)
- Shout Your Glory (2005)
- All of the Above (2006)
- Long Story Short (2007)

## Membros notáveis
- Stuart Robert, ex-político australiano